# Magda Mihalache
Magda Mihalache (n. 6 iulie 1981, Brăila, România) este o fostă jucătoare de tenis română.
În mai 2005 a atins cea mai înaltă poziție personală în clasamentul WTA, locul 176 la simplu, iar cel mai bun clasament la dublu a fost 120, în noiembrie 1999. A fost antrenată de Dietmar Rau. Mihalache a câștigat cinci titluri de simplu și douăsprezece titluri de dublu în Circuitul feminin ITF.
Concurând pentru România la Fed Cup, Mihalache are un palmares de victorii-înfrângeri de 7–5.

## FinaleITF

### Simplu (5–10)
| Legendă                     |
| --------------------------- |
| Turnee de 100.000 de dolari |
| Turnee de 75.000 de dolari  |
| Turnee de 50.000 de dolari  |
| Turnee de 25.000 de dolari  |
| Turnee de 10.000 de dolari  |

| Finale pe suprafață |
| ------------------- |
| Hard (2–0)          |
| Zgură (3–10)        |
| Iarbă (0–0)         |
| Sintetic (0–0)      |

| Rezultat     | Nr. | Data               | Turneu                | Suprafață    | Adversar              | Scor          |
| ------------ | --- | ------------------ | --------------------- | ------------ | --------------------- | ------------- |
| Finalistă    | 1.  | 22 septembrie 1996 | Bossonnens, Elveția   | Zgură        | Camilla Kremer        | 3–6, 3–6      |
| Finalistă    | 2.  | 14 septembrie 1997 | Cluj-Napoca, România  | Zgură        | Martina Suchá⁠(d)      | 5–7, 6–3, 4–6 |
| Finalistă    | 3.  | 27 iunie1999       | Sopot, Polonia        | Zgură        | Anna Bieleń-Żarska⁠(d) | 2–6, 3–6      |
| Finalistă    | 4.  | 2 aprilie 2000     | Amiens, Franța        | Zgură (sală) | Kim de Weille⁠(d)      | 2–6, 3–6      |
| Câștigătoare | 1.  | 6 aprilie 2003     | Istanbul, Turcia      | Hard (sală)  | Elena Vesnina         | 4–6, 6–2, 6–2 |
| Câștigătoare | 2.  | 13 aprilie 2003    | Antalya, Turcia       | Zgură        | Annette Kolb⁠(d)       | 7–5, 6–1      |
| Finalistă    | 5.  | 30 mai 2004        | Campobasso, Italia    | Zgură        | Sania Mirza           | 3–6, 4–6      |
| Câștigătoare | 3.  | 11 iulie 2004      | Darmstadt, Germania   | Zgură        | Åsa Svensson⁠(d)       | 6–1, 3–6, 7–5 |
| Finalistă    | 6.  | 3 aprilie 2005     | Roma, Italia          | Zgură        | Romina Oprandi⁠(d)     | 4–6, 4–6      |
| Finalistă    | 7.  | 10 aprilie 2005    | Roma, Italia          | Zgură        | Țvetana Pironkova⁠(d)  | 5–7, 5–7      |
| Câștigătoare | 4.  | 17 aprilie 2005    | Civitavecchia, Italia | Zgură        | Maret Ani⁠(d)          | 1–6, 7–5, 6–4 |
| Finalistă    | 8.  | 23 iulie 2006      | Darmstadt, Germania   | Zgură        | Monica Niculescu      | 0–6, 1–6      |
| Finalistă    | 9.  | 7 august 2006      | Hechingen, Germania   | Zgură        | Tatjana Malek         | 2–6, 3–6      |
| Câștigătoare | 5.  | 21 octombrie 2006  | Lagos, Nigeria        | Hard         | Ágnes Szatmári⁠(d)     | 6–1, 3–6, 6–4 |
| Finalistă    | 10. | 10 septembrie 2007 | Sofia, Bulgaria       | Zgură        | Danica Krstajić⁠(d)    | 6–3, 2–6, 2–6 |

| Legendă                     |
| --------------------------- |
| turnee de 100.000 de dolari |
| turnee cu 75.000 de dolari  |
| turnee cu 50.000 de dolari  |
| turnee cu 25.000 de dolari  |
| turnee cu 10.000 de dolari  |

| Finale în funcție de suprafață |
| ------------------------------ |
| Hard                           |
| Zgură (7–10)                   |
| Iarbă (0–0)                    |
| Sintetic (2–3)                 |

| Rezultat     | Nr. | Dată               | Turneu                    | Suprafață             | Parteneră                    | Adversare                                     | Scor             |
| ------------ | --- | ------------------ | ------------------------- | --------------------- | ---------------------------- | --------------------------------------------- | ---------------- |
| Finalistă    | 1.  | 28 iulie 1997      | Horb, Germania            | Zgură                 | Alice Pîrșu                  | Julia Abe⁠(d) Renee Reid⁠(d)                    | 3–6, 3–6         |
| Finalistă    | 2.  | 1 septembrie 1997  | Cluj-Napoca, România      | Zgură                 | Alice Pîrșu                  | Olga Vymetálková⁠(d) Blanka Kumbárová⁠(d)       | 6–7(3), 6–4, 4–6 |
| Finalistă    | 3.  | 8 septembrie 1997  | Cluj-Napoca, România      | Zgură                 | Olga Vymetálková             | Pavlina Bartunková Helena Fremuthová          | 4–6, 4–6         |
| Finalistă    | 4.  | 15 septembrie 1997 | Cluj-Napoca, România      | Zgură                 | Adriana Barna⁠(d)             | Tatiana Kovalciuk⁠(d) Anna Zaporojanova⁠(d)     | 4–6, 7–5, 3–6    |
| Finalistă    | 5.  | 15 decembrie 1997  | Cascais, Portugalia       | Zgură                 | Angelika Bachmann⁠(d)         | Kirstin Freye⁠(d) Anna Bieleń-Żarska⁠(d)        | 7–6(4), 0–6, 4–6 |
| Finalistă    | 6.  | 31 august 1998     | Sofia, Bulgaria           | Zgură                 | Zuzana Váleková⁠(d)           | Liubomira Baceva Maaike Koutstaal⁠(d)          | 1–6, 5–7         |
| Finalistă    | 7.  | 8 februarie 1999   | Birmingham, Anglia        | Suprafață dură (sală) | Angelika Bachmann            | Kim de Weille Surina De Beer                  | 4–6, 1–6         |
| Finalistă    | 8.  | 29 martie 1999     | Pontevedra, Spania        | Hard                  | Oana Elena Golimbioschi      | Dawn Buth⁠(d) Rebecca Jensen⁠(d)                | 6–7(7), 6–7(5)   |
| Finalistă    | 9.  | 3 mai 1999         | Atena, Grecia             | Zgură                 | Surina De Beer⁠(d)            | Evie Dominikovic⁠(d) Bryanne Stewart⁠(d)        | 5–7, 4–6         |
| Câștigătoare | 1.  | 24 mai 1999        | Varșovia, Polonia         | Zgură                 | Jelena Kostanić Tošić⁠(d)     | Cho Yoon-jeong⁠(d) Park Sung-hee⁠(d)            | 6–1, 6–3         |
| Câștigătoare | 2.  | 21 iunie 1999      | Sopot, Polonia            | Zgură                 | Zuzana Váleková              | Lenka Cenková⁠(d) Nadejda Ostrovskaya          | 6–2, 6–4         |
| Câștigătoare | 3.  | 26 iulie 1999      | Edinburgh, Scoția         | Zgură                 | Petra Mandula⁠(d)             | Trudi Musgrave⁠(d) Lorna Woodroffe⁠(d)          | 3–6, 6–4, 6–3    |
| Câștigătoare | 4.  | 4 octombrie 1999   | Batumi, Georgia           | Sintetic (sală)       | Zuzana Váleková              | Cătălina Cristea Surina De Beer               | 6–4, 3–6, 6–4    |
| Finalistă    | 10. | 11 octombrie 1999  | Welwyn, Anglia            | Sintetic (sală)       | Zuzana Váleková              | Maja Matevžič⁠(d) Dragana Zarić⁠(d)             | 6–7(1), 7–5, 2–6 |
| Finalistă    | 11. | 18 octombrie 1999  | Southampton, Anglia       | Sintetic (sală)       | Zuzana Váleková              | Julie Pullin⁠(d) Lorna Woodroffe               | 3–6, 2–6         |
| Câștigătoare | 5.  | 27 martie 2000     | Amiens, Franța            | Zgură (sală)          | Zuzana Váleková              | Mariana Díaz Oliva⁠(d) Aliénor Tricerri⁠(d)     | 6–2, 6–4         |
| Câștigătoare | 6.  | 17 aprilie 2000    | Filothei, Grecia          | Zgură                 | Aliénor Tricerri             | Kinga Berecz Adrienn Hegedűs⁠(d)               | 6–2, 5–7, 7–5    |
| Finalistă    | 12. | 21 mai 2000        | Casale Monferrato, Italia | Zgură                 | Bileana Pavlova-Dimitrova⁠(d) | Chloé Carlotti Eva Fislová⁠(d)                 | 1–6, 4–6         |
| Câștigătoare | 7.  | 14 august 2000     | Istanbul, Turcia          | Suprafață dură        | Tong Ka-po⁠(d)                | Maria Goloviznina⁠(d) Evghenia Kulikovskaia⁠(d) | 6–1, 6–2         |
| Câștigătoare | 8.  | 11 iunie 2001      | Grado, Italia             | Zgură                 | Jelena Kostanić Tošić⁠(d)     | Renata Kučerová⁠(d) Eva Martincová⁠(d)          | 5–7, 6–3, 7–5    |
| Câștigătoare | 9.  | 5 februarie 2002   | Redbridge, Anglia         | Suprafață dură (sală) | Ekaterina Sîsoeva            | Helen Crook⁠(d) Sun Tiantian                   | 4–6, 6–4, 6–4    |
| Finalistă    | 13. | 29 aprilie 2002    | Maglie, Italia            | Sintetic (sală)       | Edina Gallovits-Hall         | Yan Zi Zheng Jie                              | 4–6, 1–6         |
| Câștigătoare | 10. | 18 februarie 2003  | Buchen, Germania          | Sintetic (sală)       | Syna Schmidle⁠(d)             | Leslie Butkiewicz⁠(d) Kim Kilsdonk⁠(d)          | 6–2, 6–3         |
| Câștigătoare | 11. | 24 martie 2003     | Atena, Grecia             | Zgură                 | Ruxandra Marin               | Zuzana Černá⁠(d) Caroline Korsawe              | 6–2, 6–3         |
| Finalistă    | 14. | 7 iulie 2006       | Båstad, Suedia            | Zgură                 | Mihaela Buzărnescu           | Erica Krauth⁠(d) Aurélie Védy⁠(d)               | 6–2, 4–6, 4–6    |
| Câștigătoare | 12. | 9 octombrie 2006   | Lagos, Nigeria            | Suprafață dură        | Laura Siegemund              | Lisa Sabino⁠(d) Montinee Tangphong⁠(d)          | 6–3, 6–3         |
| Finalistă    | 15. | 18 iunie 2007      | Fontanafredda, Italia     | Zgură                 | Carmen Klaschka⁠(d)           | Mervana Jugić-Salkić⁠(d) Teodora Mirčić⁠(d)     | 2–6, 1–6         |